# Иван Буљовчић
Иван Буљовчић (Суботица, 27. децембар 1936 — Нови Сад, 10. јануар 2004) био је српски шахиста.

## Биографија
Рођен је 27. децембра 1936. у Суботици. По професији је био професор музике а имао је шаховску титулу интернационалног мајстора. Титулу мајстора је добио 1965, а интернационалног мајстора 1974. Шампион Војводине је био десет пута. Наступао је за „Новосадски шаховски клуб“ од 1973-1982. и од 1987-1884. а касније и за шаховски клуб „Палић“ и „Спартак“. Живео је у Чортановцима у Војводини. Наступао је за репрезентацију Југославије, тако да је 1965. био друга резерва на европском првенству у Хамбургу и са тимом осваја друго место иза СССР-а. Умро је 10. јануара 2004. године у Суботици у 68. години живота.

## Укупни учинак кроз статистикуна европском првенству у шаху, 1965.
| Година | Место   | Држава  | Табла  | Σ поена | Σ партија |  | + | = | - |  | %    | тимско место | појединачно |
| 1965.  | Хамбург | Немачка | 2 рез. | 2½      | 4         |  | 2 | 1 | 1 |  | 62.5 | 2.           |             |